# Otto Funke (Politiker)
Otto Funke (* 23. August 1915 in Lennep; † 22. Dezember 1997 in Berlin) war ein deutscher KPD- und SED-Funktionär sowie Funktionär des Komitees der antifaschistischen Widerstandskämpfer der DDR und der Fédération Internationale des Résistants. 

## Leben

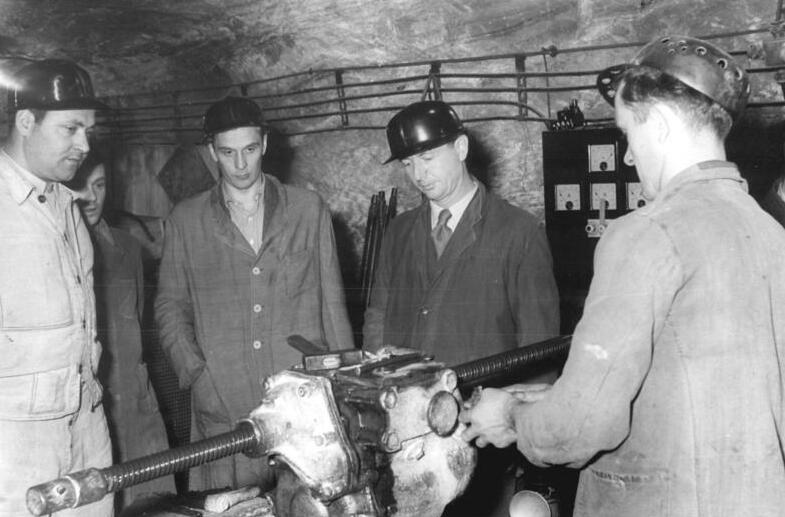
Otto Funke unter Tage im Kalirevier Werra (1958)

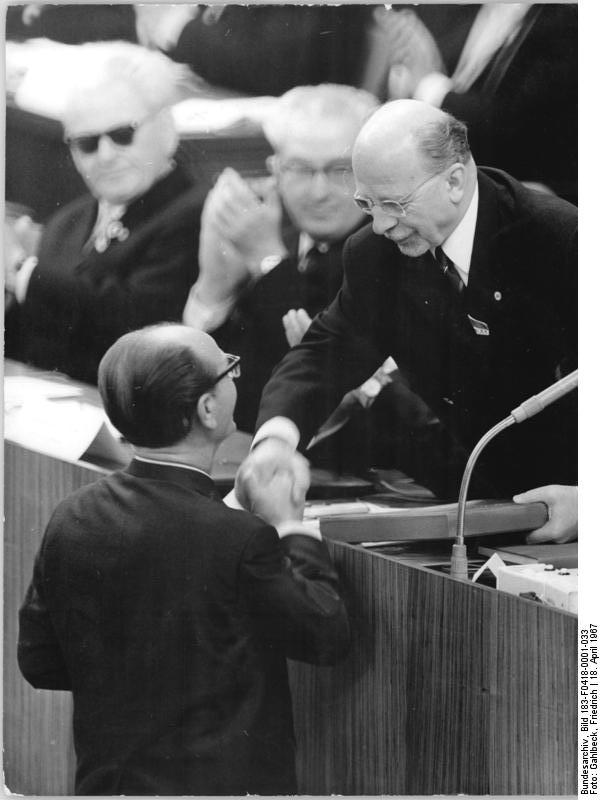
Otto Funke (vorn) mit Walter Ulbricht auf dem VII. Parteitag der SED (1967)

Funke, Sohn einer Arbeiterfamilie, besuchte bis 1932 das Realgymnasium in Elberfeld. 1930 wurde er Mitglied der Sozialistischen Arbeiter-Jugend, 1931 des Kommunistischen Jugendverbandes Deutschlands (KJVD). 1933 trat er der Kommunistischen Partei Deutschlands (KPD) bei. Ab Februar 1933 beteiligte er sich am Widerstand gegen den Nationalsozialismus und war Mitglied der illegalen Unterbezirksleitung des KJVD in Wuppertal und der KPD-Bezirksleitung Niederrhein. Im März 1935 wurde Funke verhaftet und im Juli 1935 durch das Oberlandesgericht Hamm zu zwei Jahren Gefängnis verurteilt, die er in den Gefängnissen Wuppertal, Moabit, Hamm und Wittlich verbrachte. 1937 entlassen machte Funke ab 1938 eine Ausbildung zum technischen Angestellten bei der Maschinenfabrik Augsburg-Nürnberg in Düsseldorf und war dort bis 1944 im Beruf tätig. Galt Funke bis 1944 noch als wehrunwürdig, wurde er schließlich doch zur Wehrmacht eingezogen und geriet in Norwegen in Kriegsgefangenschaft.
Nach Deutschland zurückgekehrt war Funke ab November 1945 Jugendinstrukteur der KPD-Bezirksleitung Thüringen und von Dezember 1945 bis März 1946 Landesjugendreferent des Landesamtes für Volksbildung Thüringen. 1946 wurde Funke Mitglied der Freien Deutschen Jugend (FDJ) und der Sozialistischen Einheitspartei Deutschlands (SED). Von März 1946 bis April 1949 war er Organisationssekretär und von April bis September 1949 schließlich Vorsitzender der FDJ-Landesleitung Thüringen. Von 1946 bis 1955 war Funke zudem Mitglied des Zentralrates der FDJ. Von September 1949 bis August 1952 war er Zweiter Sekretär der SED-Landesleitung Thüringen, nach Auflösung der Länder von 1952 bis 1955 Erster Sekretär der SED-Bezirksleitung Gera und von 1952 bis 1956 Mitglied des Bezirkstages Gera. Nach einem Studium an der Parteihochschule der KPdSU in Moskau (1955/56) war Funke von 1956 bis 1968 Erster Sekretär der SED-Bezirksleitung Suhl, von 1963 bis 1969 gleichzeitig Abgeordneter des Bezirkstages Suhl. Von 1958 bis 1963 war Funke Kandidat, von 1963 bis 1989 schließlich Mitglied des ZK der SED.
Ab 1969 war er Stellvertreter des leitenden Sekretärs, 1971 dann selbst leitender Sekretär und von 1974 bis 1989 Vorsitzender der Zentralleitung des Komitees der antifaschistischen Widerstandskämpfer der DDR. Seit 1972 war Funke zudem Vizepräsident der Fédération Internationale des Résistants (FIR).
Von 1950 bis 1954 sowie von 1958 bis 1989 war Funke Mitglied der Volkskammer.
Funkes älterer Bruder Ewald wurde am 4. März 1938 in Berlin-Plötzensee hingerichtet.

## Schriften (Auswahl)
- Über die Anwendung der Leninschen Organisationsprinzipien in der SED. In: Einheit, 8. Jg. (1953), Nr. 12, S. 1373ff.
- Für ein interessantes und niveauvolles Leben in den Grundorganisationen. In: Neuer Weg (1968), Nr. 1, S. 1–6.

## Auszeichnungen
- Ernst-Moritz-Arndt-Medaille in Gold (1956)
- Artur-Becker-Medaille in Gold
- Medaille für Kämpfer gegen den Faschismus 1933 bis 1945 (1958)
- Vaterländischer Verdienstorden in Silber (1959) und in Gold (1965) sowie die Ehrenspange zum Vaterländischen Verdienstorden in Gold (1969)
- Verdienstmedaille der DDR (1960)
- Kampforden „Für Verdienste um Volk und Vaterland“ in Gold
- Karl-Marx-Orden (1975)
- Orden „Stern der Völkerfreundschaft“ in Gold (1980)
- Held der Arbeit (1985)